# Hedžet
| S1 |

| S1 |

Hedžet, bílá koruna Horního Egypta

Hedžet (v egyptštině „ḥḏt“ – Ta bílá) je název pro bílou korunu Horního Egypta. Po sjednocení Horního a Dolního Egypta se spojila s červenou dolnoegyptskou korunou dešret. Tato spojená koruna se nazývá pšent.

## Historie
Bílá i rudá koruna mají dlouhou historii. Za nejranější vyobrazení bíle koruny je považován obraz koruny hedžet v Qustul v Núbii. Nechbet byla zobrazována jako žena (někdy s hlavou supa) s korunou hedžet. Známá je také Narmerova paleta, na které je vyobrazen faraon Narmer s korunou hedžet, jak poráží nepřítele z delty.
Stejně jako dešret (červená koruna) nebyla ani koruna hedžet nikdy nalezena. Není známo, jak byla zkonstruována a jaké materiály byly použity. Skutečnost, že nebyla nikdy nalezena (dokonce ani v relativně neporušených královských hrobkách, jako je Tutanchamonova), naznačuje, že se mohla dědit z jednoho vladaře na druhého.